# Eurema hecabe
Eurema hecabe, ou capim amarelo comum, é uma pequena borboleta Pieridae encontrada na Ásia, África e Austrália. Elas são encontradas a voar perto do chão.

## Subespécies
- E. h. albina Huang, 1994 (Fujian)
- E. h. amplexa (Butler, 1887) (Ilha Christmas)
- E. h. biformis (Butler, 1884) (Ambon, Serang)
- E. h. brevicostalis Butler, 1898 (de Timer até à ilha Kai)
- E. h. diversa (Wallace, 1867) (Buru)
- E. h. hecabe
- E. h. hobsoni (Butler, 1880) (Taiwan)
- E. h. kerawara Ribbe, 1898 (Arquipélago de Bismarck)
- E. h. latilimbata (Butler, 1886) (Sumatra, Bornéu)
- E. h. latimargo Hopffer, 1874 (Celebes)
- E. h. mandarina (de l''Orza, 1869) (Japão)
- E. h. maroensis (Butler, 1883) (Maroe)
- E. h. nivaria Fruhstorfer, 1910 (ilhas Salomão)
- E. h. oeta (Fruhstorfer, 1910)
- E. h. phoebus (Butler, 1886) (norte da Austrália)
- E. h. solifera (Butler, 1875) (África)